# Halictus rubicundus
De Halictus rubicundus (tên tiếng Anh: roodpotige groefbij) là một loài Hymenoptera trong họ Halictidae. Loài này được Christ mô tả khoa học năm 1791.

## Hình ảnh

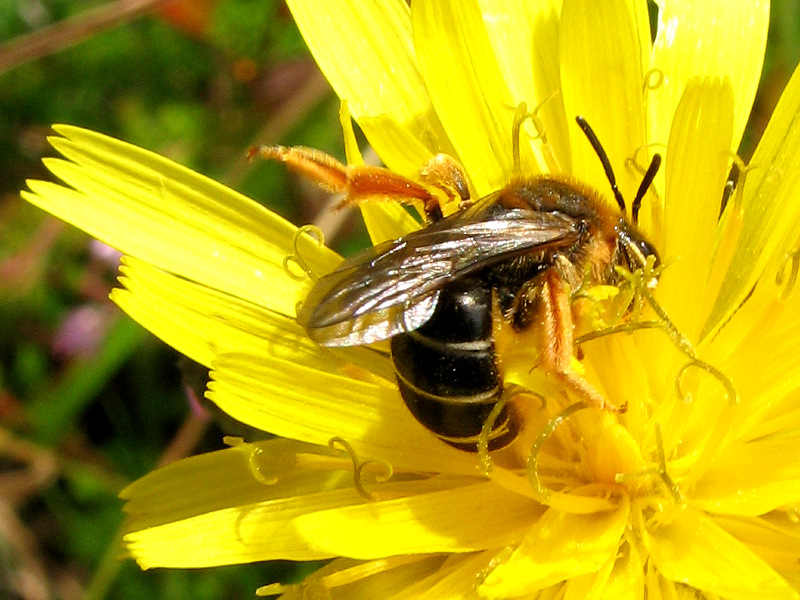
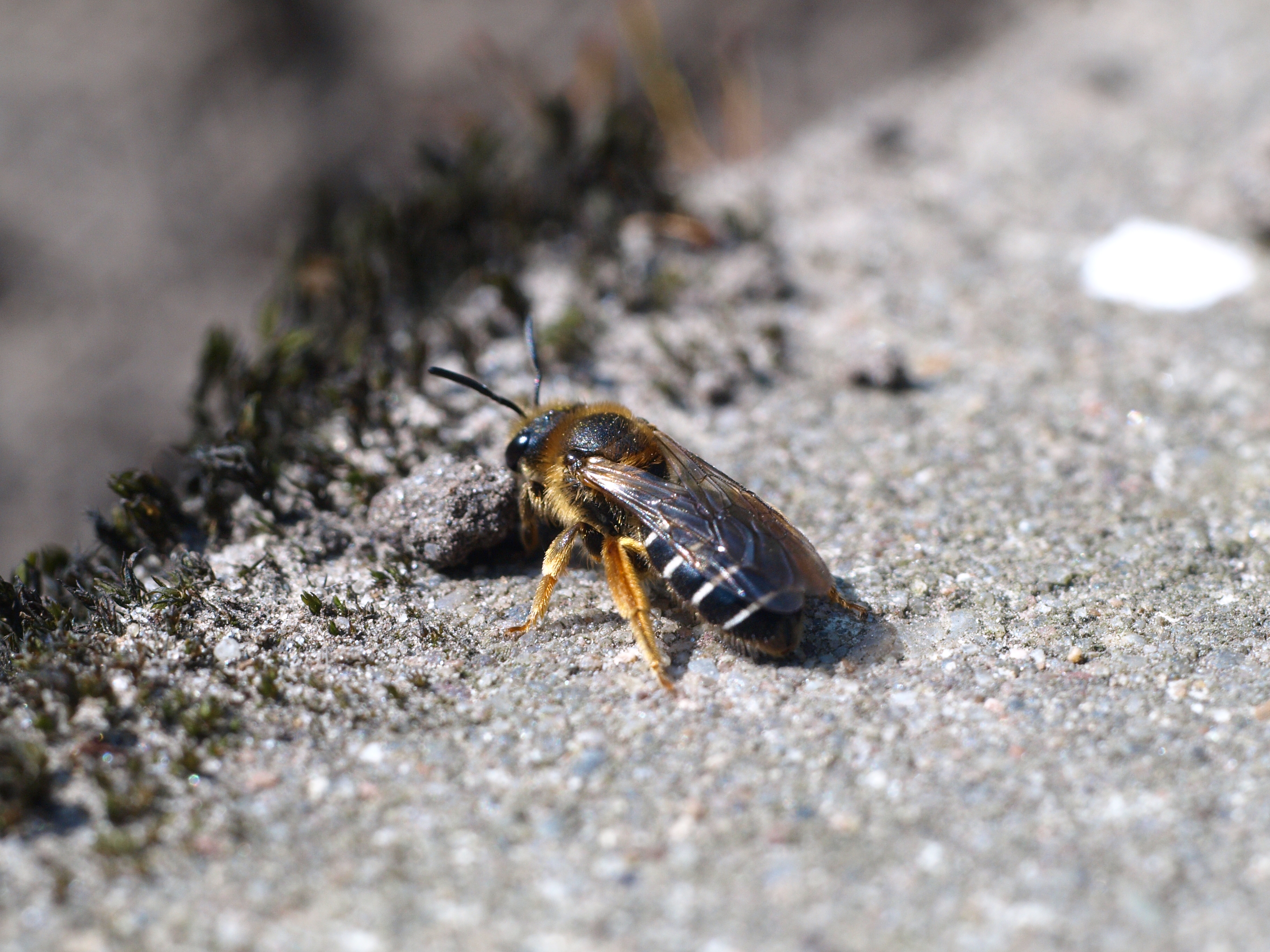
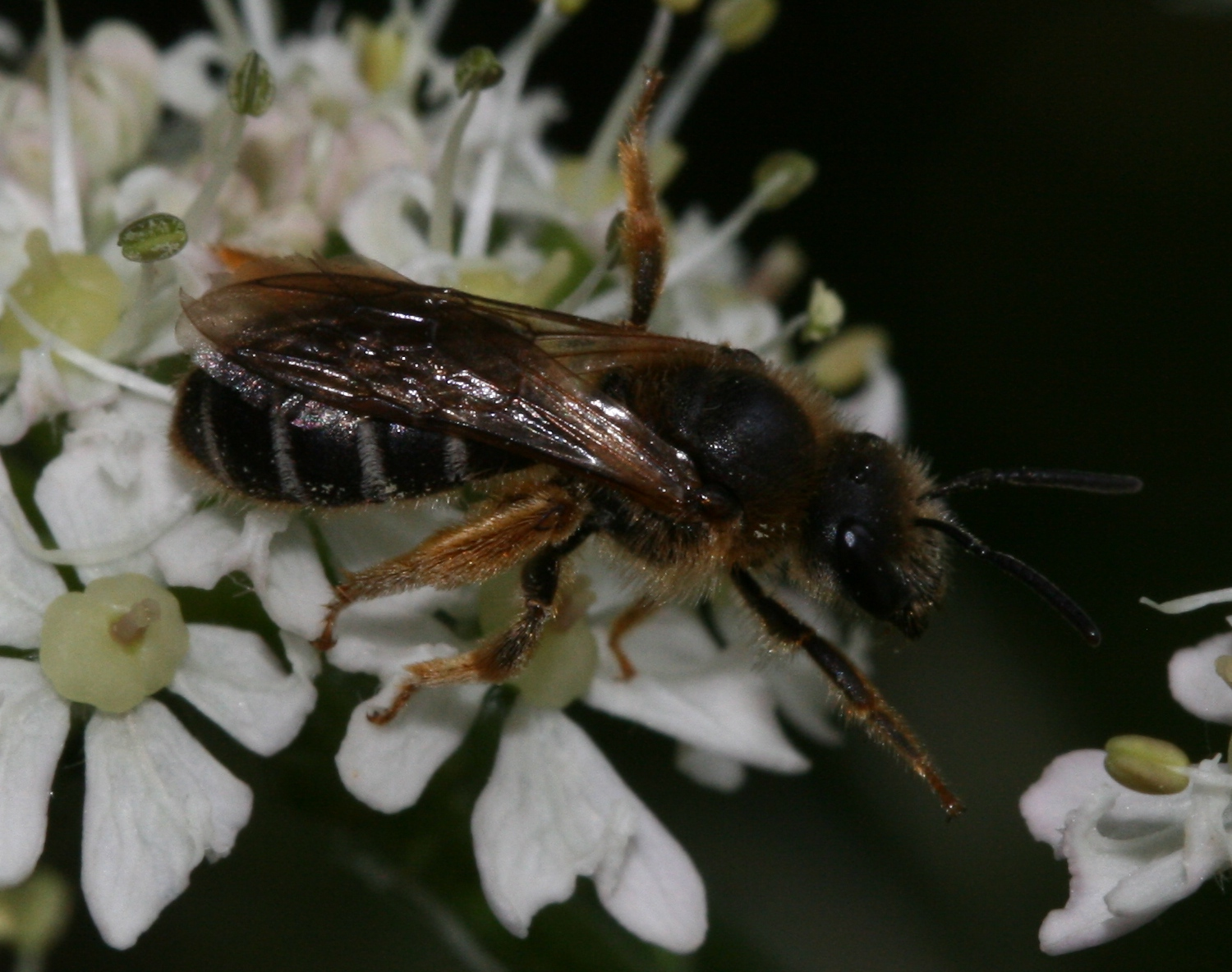
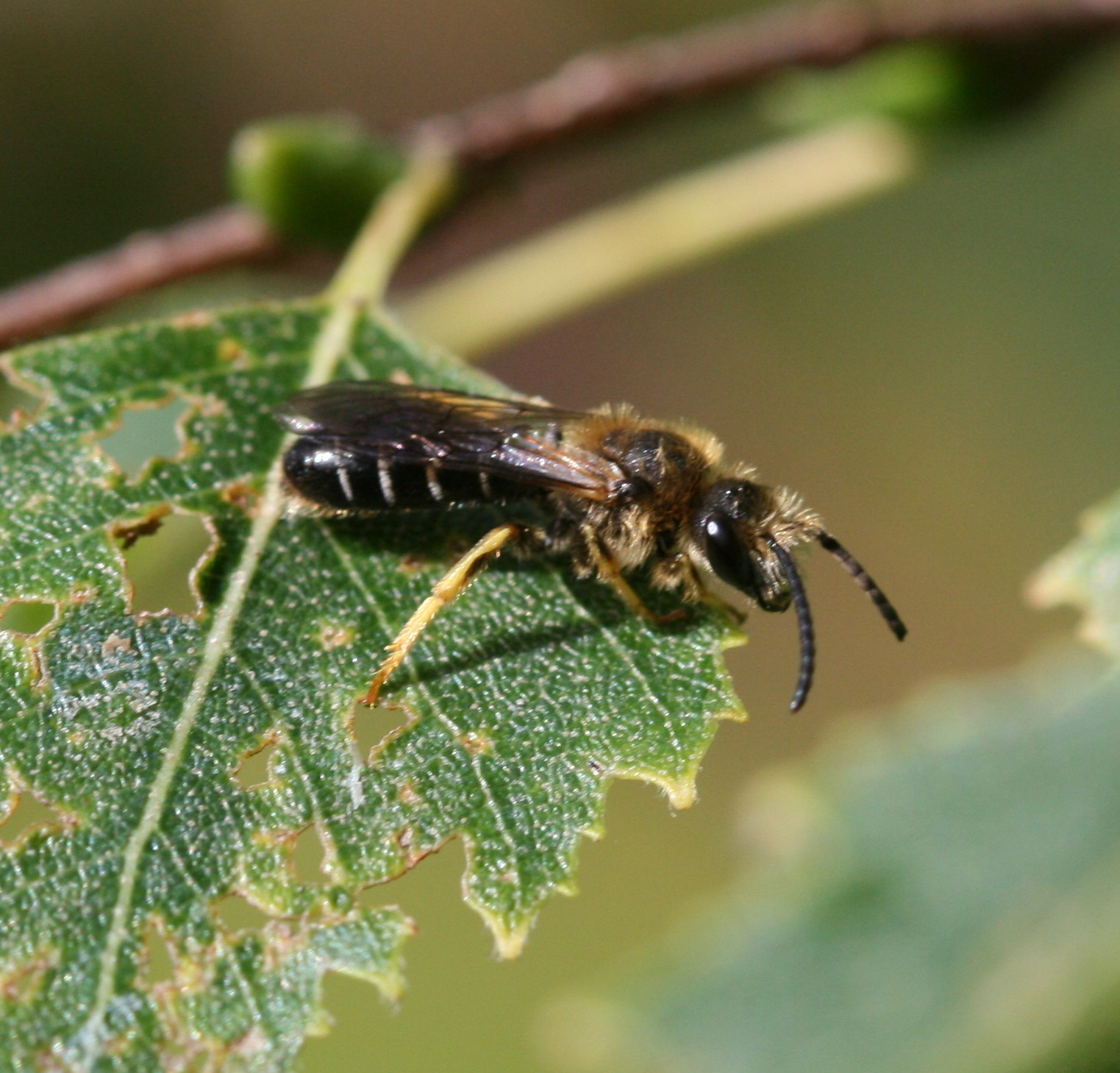